# بایما، نیجیانگ
بایما، نیجیانگ (به لاتین: Baima) یک شهرک در جمهوری خلق چین است که در بخش شیژونگ واقع شده‌است. بایما ۳۰۰ متر بالاتر از سطح دریا واقع شده‌است.